# 短冰镐

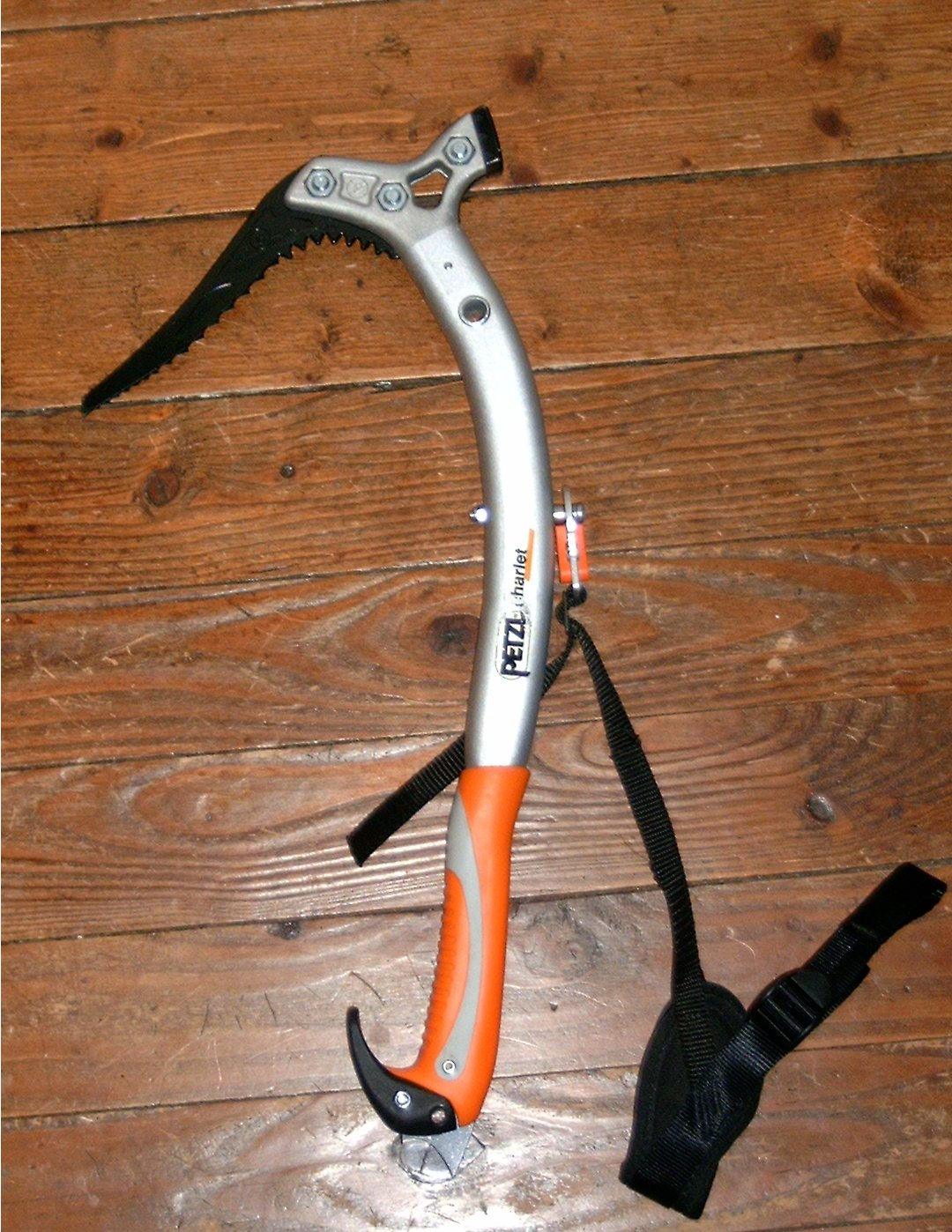
短冰镐

短冰镐也叫技術冰斧、小冰镐 ，是一种经过特殊设计的冰镐，通常在广义上被当作一种冰镐或技术型冰镐，主要用于攀冰运动中。短冰镐的镐柄大体上有直柄和弯柄两种，直柄镐一般在登山过程中用于修路；弯柄镐主要用于攀冰，且常常成对使用。